# Tú sí que vales (Spagna)
¡Tú sí que vales! è un format televisivo spagnolo del genere talent show.

## Il programma
Ideato da Josep María Mainat e Toni Cruz nel 2008, è andato in onda su Telecinco fino al 2013, è stato condotto da Christian Gálvez affiancato da Anna Simon e Miguel Ángel Rodríguez Jiménez. Dal 2017 è trasmesso su La Sexta col nome ¡Tú sí que sí!.

### Tipologia
Il programma è un talent show in cui si esibiscono artisti dilettanti che si sottopongono al giudizio di una giuria, composta fin dalla prima edizione da Risto Mejide, José Corbacho, Eduardo Gómez e Merche.

### Edizioni
Il programma era diviso in 17 stagioni di durata molto breve, tra i 4 e 5 episodi.

### Controversie

#### Accuse di plagio
Il programma è stato accusato di plagio, in quanto troppo simile al format Tienes Talento, versione spagnola del format Got Talent prodotto da Grundy ed esportato in tutto il mondo, che nel 2008 andava in onda su Cuatro, rete che in quel periodo non faceva parte dei canali di Mediaset España Comunicación. Il programma, che rischiò di subire una causa ad opera dei legali Grundy, fu difeso dal suo ideatore, Toni Cruz, che sostenne pubblicamente che il genere talent è (o sarebbe) "universalmente conosciuto" e utilizzato in altri programmi, quindi non esclusivo di nessun format in particolare. In seguito Grundy ritirò le accuse di plagio e quindi il programma non fu denunciato: secondo la stampa spagnola, tra le motivazioni che spinsero (o che avrebbero spinto) la casa produttrice di Got Talent a non assumere azioni legali contro ¡Tú sí que vales! ci fu (o ci sarebbe stato) anche lo scarso successo di Tienes Talento, cancellato dopo una sola edizione (notare che Grundy mai ha confermato o smentito questa ricostruzione giornalistica). Curiosamente, Mediaset España ha poi riacquistato Got Talent per rilanciarlo su Telecinco, e ¡Tú sí que vales! è passato su La Sexta.

## Esportazione del format
| Paese   | Nome programma  | Inizio | Fine     | Edizioni | Rete TV     |
| ------- | --------------- | ------ | -------- | -------- | ----------- |
| Italia  | Tú sí que vales | 2014   | in corso | 10       | Canale 5    |
| Albania | Tú sí que vales | 2015   | 2015     | 1        | Vizion Plus |